# Raúl Bernao
Raúl Emilio Bernao (4 de novembro de 1941 — 26 de dezembro de 2007) foi um futebolista argentino.

## Biografia
Foi um dos maiores ídolos da história do Independiente, clube que já torcia fanaticamente na infância e onde jogou 275 partidas entre 1961 e 1970. Fã de Garrincha, ele, também um ponta-direita habiloso e ótimo triblador, procurava emular o estilo do brasileiro. Ficou conhecido justamente como o "poeta da direita", tendo seus duelos com o lateral-esquerdo Silvio Marzolini (do Boca Juniors) ficado famosos.
Ganhou cinco títulos no Rojo: três campeonatos argentinos e as duas primeiras Libertadores do clube (e de uma equipe argentina), no bicampeonato seguido de 1964-1965, em que marcou um gols em duas das três partidas da decisão primeiro título continental, mas seu momento mais lembrado é a grande atuação que teve na inauguração da iluminação do estádio Doble Visera, quando os diablos impuseram um 5 x 1 no Santos de Pelé.
Raúl Bernao faleceu em 26 de dezembro de 2007, aos 66 anos, de doença hepática.

## Títulos
Independiente
- Copa Libertadores da América: 1964, 1965